# Erasmus Quellinus cel Bătrân
Erasmus Quellinus cel Bătrân (n. 1580, Sint-Truiden, Belgia – d. 22 ianuarie 1640, Antwerpen, Belgia) a fost un sculptor flamand, cunoscut pentru lucrările sale ornamentale clasice inspirate din lucrările din antichitate. A făcut parte din Breasla Sf. Luca din anul 1606. A realizat și lucrări proprii, dar nici una nu a rezistat până astăzi. A fost căsătorit cu sora lui Lucas van Uden, Elisabeth. 
Erasmus Quellinus cel Tânăr și Artus Quellinus cel Bătrân, au fost fii săi.